# Terapia para trauma sexual
Terapia para trauma sexual é o conjunto de intervenções médicas e psicológicas oferecidas às vítimas de violência sexual com o objetivo de tratar os ferimentos físicos e ajudar no enfrentamento do trauma mental causado pelo evento. Exemplos de violência sexual incluem quaisquer atos sexuais indesejados, como assédio sexual, toques indevidos, estupro e circulação de conteúdo sexual sem consentimento.
Diversas formas de terapia para trauma sexual podem ser aplicadas durante o processo de cura. O tratamento médico imediato é oferecido às vítimas para cuidar dos ferimentos, coletar evidências e prevenir infecções sexualmente transmissíveis (ISTs) e gravidez. Além disso, métodos de tratamento psicológico são aplicados tanto em indivíduos com transtornos mentais quanto naqueles que sofrem consequências emocionais decorrentes de eventos traumáticos. Entre os tratamentos psicológicos estão a psicoterapia psicodinâmica, a terapia cognitivo-comportamental focada no trauma (TF-CBT), a terapia de dessensibilização e reprocessamento por movimentos oculares (EMDR), a ludoterapia  e a terapia sexual.

## Tratamento Médico

### Tratamento de ferimentos físicos
Ferimentos gerais corporais e genitais-anais são comuns em sobreviventes de violência sexual; é necessária atenção médica caso ocorra qualquer lesão. Dependendo da gravidade, o tratamento é ajustado conforme necessário. Lesões genitais-anais ocorrem devido à penetração sexual, apresentando normalmente vermelhidão, abrasões e lacerações. Contudo, a prevalência do tipo e da localização do trauma físico varia entre as vítimas, sendo possível obtê-la por meio de exame minucioso. Muitas vítimas também buscam atendimento médico para a coleta de identificação forense.

### Exame médico forense de agressão sexual
Após a agressão, as vítimas podem optar por realizar um exame médico forense de agressão sexual. Durante o processo, a vítima pode interromper, pausar ou pular etapas conforme necessário. Esses exames coletam evidências físicas, como fotografias, amostras de DNA por meio de exame interno, coleta com swab da superfície externa, sangue, urina e cabelo. Os exames internos incluem a inspeção da boca, genitais e ânus.
O kit de exame forense, também conhecido como "kit do estupro" ou kit de evidências de agressão sexual (SAEK), contém instruções, documentos e recipientes para as amostras coletadas e armazenadas pela equipe médica. O conteúdo do kit varia conforme a região geográfica.
Optar pelo exame médico forense de agressão sexual pode aumentar a chance de acusação, pois a evidência de DNA tem grande relevância no tribunal. Um boletim de ocorrência pode ser registrado se a vítima assim desejar.

### Testagem e tratamento de infecções sexualmente transmissíveis

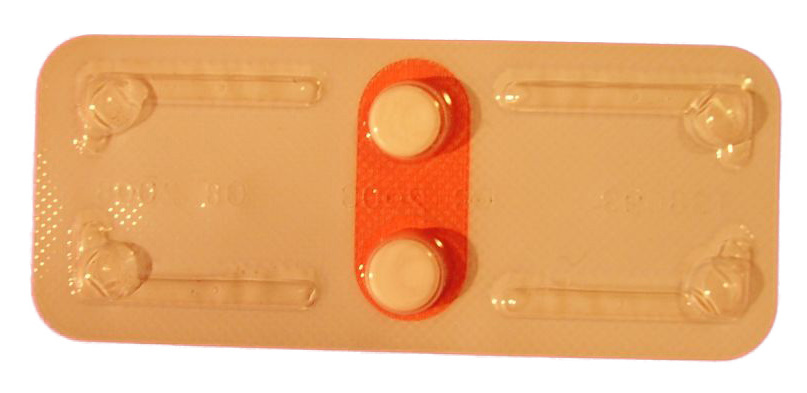
Pílula anticoncepcional de emergência

ISTs, como clamídia, gonorreia, infecção pelo vírus da imunodeficiência humana (HIV) e infecção pelo vírus do papiloma humano (HPV), são outras possíveis consequências da violência sexual penetrativa. Se não tratadas, podem causar complicações a longo prazo, como doença inflamatória pélvica, infertilidade e alguns tipos de câncer.
Testes imediatos e seletivos são recomendados para indivíduos que optam pelo exame médico após o evento, possibilitando um manejo precoce e eficaz.
O tratamento das ISTs varia conforme o indivíduo e o tipo de infecção. O médico considerará o histórico e adotará métodos que evitem re-traumatizar a vítima. Entre os tratamentos recomendados estão o uso de antibióticos para infecções bacterianas e a contracepção de emergência para HIV, HPV e hepatite B.

### Prevenção ou assistência para gravidez

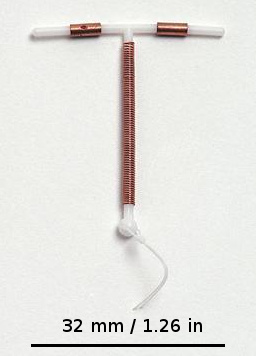
Um dispositivo intrauterino de cobre (DIU)

Indivíduos podem usar contracepção de emergência para prevenir a gravidez após a violência sexual penetrativa. Isso pode incluir a ingestão de pílulas anticoncepcionais de emergência ou a inserção de um DIU de emergência, eficaz até cinco dias após o evento. Para confirmar o resultado, testes de gravidez podem ser realizados dez dias ou mais após o evento.
Caso ocorra gravidez decorrente da violência sexual, a pessoa pode optar por interromper a gestação ou levá-la até o termo. Se optar por manter a gravidez, pode ainda decidir entre a adoção ou criar a criança, com o acompanhamento necessário. A decisão depende, em grande parte, das legislação sobre aborto e das leis de adoção da região onde a pessoa reside.

### Medicação para tratamento da saúde mental
Após a violência sexual, as vítimas podem apresentar diversas consequências negativas para a saúde mental, incluindo, mas não se limitando a:
- transtorno de estresse pós-traumático (TEPT)
- transtorno de ansiedade
- depressão
- transtornos alimentares
- distúrbios do sono
- tentativa de suicídio

A medicação pode ser utilizada juntamente com a terapia psicológica para auxiliar a curto prazo, sendo o tratamento psicoterapêutico a principal forma de recuperação da saúde mental.
O uso de medicação deve ser prescrito e monitorado cuidadosamente por um profissional de saúde para evitar dependência e uso excessivo de medicamentos psicotrópicos.

## Tratamento Psicoterapêutico
Psicoterapia, frequentemente chamada de "terapia de conversa", é uma intervenção para promover mudanças psicológicas e comportamentais, bem como tratar problemas mentais em indivíduos. Vítimas de trauma sexual também podem ser submetidas à vitimização, especialmente na adolescência, o que aumenta a probabilidade de desenvolver problemas psicológicos.

### Psicoterapia psicodinâmica
A abordagem da psicoterapia psicodinâmica utiliza o papel do inconsciente da vítima para amenizar os sintomas. Essa terapia permite que o indivíduo confronte seu trauma, compreenda o significado de ter sofrido violência sexual, reconheça as consequências e entenda como elas influenciam seu comportamento e pensamentos.
No tratamento da vítima de trauma sexual, a psicoterapia psicodinâmica foca em: 
- Discussão do evento
- Reconhecimento de temas e padrões repetidos na conversa
- Análise de comportamentos de evitação de elementos específicos do evento
- Exploração das emoções e sentimentos do cliente
- Relações interpessoais do cliente
- Relação do cliente com o terapeuta
- Exploração dos sonhos, fantasias e desejos do cliente

### Terapia cognitivo-comportamental focada no trauma
A TF-CBT é uma abordagem terapêutica dentro da terapia cognitivo-comportamental (TCC) voltada para crianças e adolescentes que vivenciaram traumas, incluindo o trauma sexual. Seu objetivo é reduzir os sintomas do trauma e recondicionar os padrões de pensamento negativos da vítima. Como essa técnica é frequentemente aplicada em crianças e adolescentes, o tratamento também auxilia os cuidadores não infratores, pais e responsáveis, ajudando-os a compreender e processar o trauma, lidar com o sofrimento emocional e apoiar a vítima.
A TF-CBT é um modelo de tratamento de curto prazo utilizado em instituições de saúde mental ou em ambientes domiciliares, hospitalares e comunitários. Cada sessão pode ser realizada individualmente com a vítima e o cuidador ou conjuntamente com ambos. Nas sessões individuais, trabalha-se o desenvolvimento de habilidades para lidar com o trauma sexual, que posteriormente são praticadas em sessões conjuntas. Em sessões individuais, é comum a aplicação da técnica de narrativa do trauma, que incentiva a vítima a detalhar e confrontar o trauma sexual.
Essa abordagem pode não ser adequada se a vítima apresentar tendências suicidas ou abuso ativo de substâncias, pois o confronto com o trauma pode desencadear impulsos e agravar os sintomas.

#### Eficácia
Em uma revisão sistemática, a TCC foi apontada como uma abordagem prática para o TEPT decorrente de diversos traumas, inclusive o abuso sexual. Na mesma revisão, dois estudos compararam diretamente a psicoterapia psicodinâmica com a TF-CBT, indicando que a psicoterapia psicodinâmica seria tão eficaz ou até um pouco mais que a TF-CBT. Embora outras comparações indiquem maior eficácia da TF-CBT, alguns casos relataram aumento da ansiedade e angústia. A eficácia foi medida pela presença e gravidade dos sintomas do TEPT. No geral, o uso dessa abordagem apresentou melhora nos pacientes, mas o papel da TF-CBT como tratamento preferencial deve ser monitorado.

### Ludoterapia
A  Ludoterapia (terapia de brincadeira) é direcionada a vítimas jovens, que ainda não possuem habilidades cognitivas para compreender a experiência do trauma sexual. O indivíduo participa de atividades lúdicas – como brincadeiras com areia, brinquedos, jogos ou fantoches – estabelecendo confiança e melhor comunicação com o terapeuta. Tais atividades permitem que os jovens sobreviventes expressem emoções por meio de um mecanismo familiar, aprendendo a compreender e superar o trauma sexual.
A terapia de brincadeira pode ser realizada de forma individual ou em grupo. Em grupo, há a interação com outros jovens sobreviventes, o que ajuda as crianças a se sentirem mais confortáveis e a estabelecerem confiança umas nas outras. A estrutura das sessões pode ser diretiva, guiada pelo terapeuta com atividades lúdicas estabelecendo objetivos específicos, ou não diretiva, onde o terapeuta oferece espaço e segurança para que a criança aborde o trauma quando estiver pronta. A terapia de brincadeira em grupo também auxilia na resolução de comportamentos negativos decorrentes do trauma, como:
- agressividade em relação a outras crianças ou durante a brincadeira
- Desengajamento do indivíduo do grupo
- hiper-vigilância
- Exibição de comportamento sexual indesejado com outras crianças
- Reencenação do abuso sexual com bonecas e brinquedos
- dissociação e dificuldade de concentração durante a brincadeira em grupo
- Conflitos com outros membros do grupo
- Necessidade de ser cuidado ou assumir o papel de cuidador em brincadeiras de faz-de-conta

Pais não infratores também podem ser convidados a participar, contribuindo para estabelecer um senso de segurança para a criança e melhorar a relação afetada pelo trauma sexual. Essa abordagem, entretanto, pode representar um risco à confidencialidade do paciente.

#### Eficácia
Uma meta-análise apontou que a combinação da terapia de brincadeira com outras psicoterapias (TF-CBT, terapia de apoio, psicoterapia psicodinâmica) reduziu comportamentos sexualizados, ansiedade, depressão e problemas comportamentais. Sozinha, a terapia de brincadeira não apresentou resultados estatisticamente significativos. Outra revisão sistemática concluiu que não há evidências suficientes para comprovar a eficácia da terapia de brincadeira na redução dos sintomas de TEPT em crianças após eventos traumáticos.

### Terapia de dessensibilização e reprocessamento por movimentos oculares (EMDR)
O EMDR pode ajudar a reestruturar memórias associadas à experiência de trauma sexual. O mecanismo exato permanece desconhecido; a hipótese original envolve a área de processamento adaptativo de informações (AIP) no cérebro, que transforma pensamentos negativos em positivos. O terapeuta estimula a ativação da AIP da vítima por meio de estimulação cerebral bilateral.
No EMDR, a estimulação bilateral é realizada com o terapeuta posicionando os dedos diante do rosto da vítima, produzindo movimentos que os olhos seguem. A origem do movimento não é relevante; enquanto a vítima se concentra, o terapeuta faz perguntas para estimular a recordação do trauma sexual, permitindo a estimulação bilateral do cérebro.
O EMDR para trauma sexual compreende seis componentes, sendo um deles a estimulação bilateral. Os outros cinco são:
1. Imagem-alvo – estabelecimento da imagem-chave relacionada ao incidente traumático.
2. Cognições negativas – identificação e compreensão de pensamentos negativos autoimpostos decorrentes do trauma.
3. Cognições positivas – definição de afirmações positivas para substituir as negativas.
4. Nível de perturbação emocional – reconhecimento das emoções negativas associadas ao trauma.
5. Sensações corporais – identificação de sensações físicas que acompanham as emoções negativas.

Uma abordagem típica de EMDR inicia com a avaliação da adequação da vítima para o tratamento, incluindo a coleta de informações sobre tentativas anteriores. Como o EMDR pode ocasionar efeitos colaterais específicos à condição da vítima, a adequação varia. Se considerado apropriado, o terapeuta familiariza a vítima e estabelece um ambiente confortável. Em seguida, os seis componentes são usados para avaliar a situação e reestruturar a memória da imagem-alvo, reforçando as cognições positivas. O progresso pode requerer várias sessões, com avaliações frequentes.

#### Eficácia
Em uma revisão sistemática sobre psicoterapias para TEPT, os autores concluíram que tanto a TF-CBT quanto o EMDR proporcionaram melhorias superiores aos tratamentos recomendados. Outra revisão sistemática também constatou redução dos sintomas de TEPT com o EMDR, embora sejam necessários estudos adicionais para evidências mais consistentes.

### Terapia sexual
Indivíduos traumatizados sexualmente podem apresentar TEPT manifestado por disfunção sexual, medo da atividade sexual e dificuldade de intimidade em relacionamentos. Isso pode ser tratado por meio da terapia sexual, realizada individualmente ou com o parceiro.
A terapia sexual trabalha o desenvolvimento de habilidades nas áreas cognitiva e comportamental para ambas as partes. Na área cognitiva, a vítima busca recondicionar sua autoimagem negativa e aceitar o ocorrido sem se culpar, enquanto o parceiro apoia o progresso, compreendendo como o trauma passou a gerar sintomas de TEPT. No aspecto comportamental, atividades verbais e de estímulo auxiliam o casal a retomar o conforto sexual.